# Karyamukti (Lemahabang)
Karyamukti is een bestuurslaag in het regentschap Karawang van de provincie West-Java, Indonesië. Karyamukti telt 8207 inwoners (volkstelling 2010).